# Zastava M92

Das Zastava M92 ist eine vom serbischen Waffenhersteller Zastava hergestellte Maschinenpistole. Es ist eine verkürzte Version des Zastava M70 und wird unter anderem bei den kurdischen Peschmerga eingesetzt.

Irakischer Soldat mit einem M92